# Looking On
Looking On är den tredje skivan med musikgruppen The Move. Skivan kom ut 1970. Skivan är  producerad av Roy Wood och Jeff Lynne. I samband med skivan släpptes även tre  singlar.

## Låtlista LP
1. Looking On (Wood) 7:40
2. Turkish Tram Conductor Blues (Beavan) 4:38
3. What? (Lynne) 6:42
4. When Alice Comes Back To The farm (Wood) 3:40
5. Open Up Said The World At The Door (Lynne) 7:10
6. Brontosaurus (Wood) 4:26
7. Feel To Good (Wood) 9:30

## Extra låtar på CD-utgåvan
1. Blackberry Way (Wood) 3:41
2. Something (Morgan) 3:11
3. Curly (Wood) 2:44
4. This Time Tomorrow (Morgan) 3:40
5. Lightning Never Strikes Twice (Price/Tyelr) 3:12

## Singlar
1. Curly (1969), baksida: This Time Tomorrow
2. Blackberry Way (1969), baksida: Something
3. Brontosaurus (1970), baksida: Lightning Never Strikes Twice